# Тіа-Маре
Тіа-Маре (рум. Tia Mare) — село у повіті Олт в Румунії. Входить до складу комуни Тіа-Маре.
Село розташоване на відстані 132 км на південний захід від Бухареста, 66 км на південь від Слатіни, 83 км на південний схід від Крайови.

## Населення
За даними перепису населення 2002 року у селі проживали 1736 осіб. Рідною мовою 1735 осіб (99,9%) назвали румунську.
Національний склад населення села:
| Національність | Кількість осіб | Відсоток |
| -------------- | -------------- | -------- |
| румуни         | 1728           | 99,5%    |
| цигани         | 6              | 0,3%     |